# Kang Kyŏng-ae
Kang Kyŏng-ae oder auch Kang Kjong-ä (* 20. April 1906 in Songhwa, Hwanghae-do; † 26. April 1943 in Changyŏn) war eine koreanische Schriftstellerin.

## Leben
Kang Kyŏng-ae wurde am 20. April 1906 in Songhwa, Hwanghae-do geboren. Nach einer unglücklichen Kindheit studierte sie für ein Jahr an der Tongdŏk Mädchenschule in Seoul und wurde in diversen Kampagnen und zivilen Organisationen aktiv. 1931 zog sie in die Mandschurei und wurde dort schriftstellerisch tätig, indem sie der Northern Home (Bukhyang) Gesellschaft beitrat, der Schriftsteller wie An Su-gil und Park Yŏng-jun angehörten. Die meisten von Kangs Werken stammen aus der Zeit zwischen ihrer Ankunft in der Mandschurei 1931 und dem Jahr 1939, in dem sie eine Position als Redaktionsleiterin der mandschurischen Zweigstelle der Chosun Ilbo annahm. Als sie im Jahr 1942 nach Korea zurückkehrte, stand es schlecht um ihre Gesundheit und sie verstarb im darauffolgenden Jahr.

## Werk
Kang ist eine der versiertesten Schriftstellerinnen der Kolonialzeit. Sie schrieb überwältigende Geschichten über die koreanische Unterschicht, aus einer Perspektive, die empfänglich war für Klassen- wie auch für Geschlechterunterschiede. Auch wenn sie nicht direkt in der linksorientierten Korea artista proleta federatio (KAPF) involviert war, so war sie doch belesen in sozialistischer Literatur und ihre persönlichen Erfahrungen mit von Armut geplagten Koreanern in der Mandschurei erlaubten ihr die Auswirkungen der Kolonialregierung auf die koreanischen Volksmassen aus nächster Nähe zu untersuchen. Tatsächlich spielen viele ihrer Werke in der Mandschurei: Die zerbrochene Zither (Pagŭm), Gemüsegarten (Chaejŏn), Fußballspiel (Ch’ukku chŏn) und Mutter und Kind (Moja) spiegeln alle in einem gewissen Grad ihre Erfahrungen in der Mandschurei wider. Sie setzt sich ebenfalls mit der Unterdrückung von Frauen auseinander in Werken wie Mutter und Tochter (Ŏmŏni-wa ttal). Ihre Darstellung aus den Leben von Frauen, die von Männern aus der Oberschicht misshandelt wurden – ein einfaches Bauernmädchen, das von ihrem Grundherrn vergewaltigt wird und eine Kellnerin, die von ihrem Liebhaber, einem Elite-Studenten, betrogen wird, – machten auf sozio-ökonomische Beziehungen aufmerksam, die Frauen unterjochen, sowie den Prozess durch den sie Erwachen und Befreiung erlangen können. Ihr Buch Morgengrauen über Intschon (In’gan munje), das meist als ihr bestes Werk angesehen wird, weist ebenfalls auf eine Reihe von Klassen- und Geschlechterunterschieden hin, indem es einen ungebildeten Mann darstellt, der mit ökonomischen Problemen zu kämpfen hat und schließlich eines erbärmlichen Todes stirbt.

## Arbeiten

### Koreanisch
- 파금 Die zerbrochene Zither (1931)
- 어머니와 딸 Mutter und Tochter (1931)
- 혜성 Komet (1931)
- 제일선 Die Frontlinie (1932)
- 채전 Der Gemüsegarten (1933)
- 축구전 Das Fußballspiel (1933)
- 유무 (有無) Sein und Nicht-Sein (1933)
- 부자 Vater und Sohn (1934)
- 인간문제 Morgengrauen über Intschon (1934)
- 소금 Salz (1934)
- 마약 Magische Medizin
- 모자 Mutter und Kind (1935)
- 원고료이백원 Autorengehalt: 200 Won (1935)
- 해고 Entlassung (1935)
- 지하촌 Das Untergrund-Dorf (1936)
- 산남 Der Mann aus den Bergen (1936)
- 어둠 Dunkelheit (1937)

### Übersetzungen

#### Englisch
- From Wonso Pond Feminist Press (2009), ISBN 978-1-55861-601-1

#### Deutsch
- Morgengrauen über Intschon Verlag Volk und Welt Berlin (1980)